# Bernardo Rossellino
Pour les articles homonymes, voir Gambarelli.
Bernardo Rossellino, né Bernardo di Matteo Gamberelli (Settignano près de Florence, 1409 - Florence, 1464), est un sculpteur et un architecte florentin, le frère aîné du sculpteur Antonio Rossellino.

## Biographie
Jeune, Bernardo Rossellino est l'élève et le collaborateur de Leon Battista Alberti. Il est prolifique d'abord en Toscane et ensuite temporairement à Rome, où il travaille beaucoup pour le pape Nicolas V, agrandissant le transept et l'abside de la vieille basilique Saint-Pierre (1452-1455).
Entre 1446 et 1450, il retourne à Florence et réalise le monument funéraire à Leonardo Bruni dans la nef de Santa Croce.
En 1459, le pape Pie II lui confie la réfection idéalisée (qui l'a rendu célèbre), par l'application systématique des principes urbanistiques de l'architecture Renaissance, du bourg médiéval de Corsignano, devenu aujourd'hui Pienza, dont le Palazzo Piccolomini en est l'exemple typique avec ses fenêtres géminées et son parement en « bossage rustique », ville dans laquelle il n'aura le temps finalement de ne faire bâtir qu'un palais pontifical, une cathédrale et une place, travail interrompu par son décès en 1464.
Dans les projets qui le mènent hors de Rome figure la restauration de l'église de Santo Stefano (1450) dont il réalise, notamment, l'autel.
Desiderio da Settignano fut son élève.

## Œuvres

### Architecture
- le Palazzo Nerucci (it) à Grosseto et le Palazzo Piccolomini à Pienza

### Sculptures
- Tabernacles à Sant'Egidio et à San Lorenzo de Florence
- Porche en marbre décoré au Palazzo Pubblico de Sienne
- Annonciation en terracotta, au dôme d'Arezzo
- Monuments funéraires :
  - de la bienheureuse Villana de' Botti, dans l'église de la basilique Santa Maria Novella, Florence
  - de Leonardo Bruni, dans la nef de la basilique Santa Croce de Florence, Florence
  - de Giannozzo Pandolfini (it), dans l'église de la Badia Fiorentina, Florence
  - du juriste Filippo Lazzari, dans l'église San Domenico (it) de Pistoia
  - du cardinal du Portugal, dans l'église San Miniato al Monte (en collaboration avec son frère Antonio)